# Rotunda pentagonal
Rotunda pentagonal ou Rotunda decagonal é um Sólido de Johnson (J6). Pode ser visto como a metade exatade um icosidodecaedro.
As suas faces são 10 triângulos, 6 pentágonos e 1 decágono.